# 1954年香港市政局選舉
1954年香港市政局選舉於1954年3月24日舉行，由合資格選民(具有陪審員資格者)投票選出2位民選議員，任期兩年。本屆選舉一共有五人參選。
本次選舉為1953年5月選出，得票第三及第四名候選人因任期只得一年的換屆選舉，香港票站設在高等法庭，即今前立法會大樓，九龍票站設在尖沙咀聖安德烈堂。本次選舉由爭取連任的香港革新會李有璇醫生及區達年勝出。

## 選舉結果
| 候選人   | 所得票數 |
| -------- | -------- |
| 李有璇   | 3,943    |
| 區達年   | 3,830    |
| 崔治夫人 | 1,205    |
| 鍾祖萊   | 391      |
| 簡道爾   | 391      |